# Jens-Peter Wrede
Jens-Peter Wrede (Hamburgo, 19 de abril de 1957) es un deportista alemán que compitió en vela en la clase Star. Ganó una medalla de plata en el Campeonato Europeo de Star de 1984.

## Palmarés internacional
| \| Campeonato Europeo \| Campeonato Europeo \| Campeonato Europeo \| Campeonato Europeo \| \| Año \| Lugar \| Medalla \| Clase \| \| ------------------ \| ------------------ \| ------------------ \| ------------------ \| \| 1984 \| Palamós (España) \| Medalla de plata \| Star \| |                  |                  |       |
| Campeonato Europeo |                  |                  |       |
| Año | Lugar            | Medalla          | Clase |
| 1984 | Palamós (España) | Medalla de plata | Star  |